# Carl Ludwig Koch

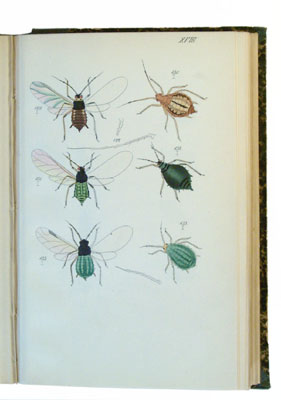
Carl Ludwig Koch Die Pflanzenläuse, Aphiden

Carl Ludwig Koch (21 de septiembre de 1778 - 23 de agosto de 1857) fue un entomólogo alemán especializado en aracnología. Fue el responsable de la clasificación de un gran número de arañas , incluidas la tarántula brasileña de rodillas blancas y la araña común de las viviendas. Nació en Kusel y murió en Núremberg ambas en Alemania.
Carl Ludwig Koch fue un inspector de aguas y bosques. Su principal obra Die Arachniden (1831-1848) (16 volúmenes) lo inició Carl Wilhelm Hahn (1786-1836). Koch fue el responsable de los últimos doce volúmenes. También terminó el capítulo dedicado a las arañas en Faunae insectorum germanicae initia oder Deutschlands Insecten (Elementos de los insectos de Alemania) un trabajo de Georg Wolfgang Franz Panzer (1755-1829).
También escribió junto con Georg Karl Berendt, una importante monografía Die im Bernstein befindlichen Myriapoden, Arachniden und Apteren der Vorwelt (1854) sobre arácnidos, miriápodos e insectos ápteros presentes en ámbar de la colección de Berendt, que ahora se encuentra en el Museo de Historia Natural de Berlín.
No debe confundirse con su hijo Ludwig Carl Christian Koch (1825-1908), que también llegó a ser un famoso entomólogo y aracnólogo. Su nombre es abreviado como C.L.Koch en la descripción de especies, mientras que el de su hijo es abreviado como L.Koch

## Algunas publicaciones
- Die Arachniden: Getreu Nach der Natur Abgebildet und Beschrieben. Volumen 13. 2010. BiblioBazaar, 312 pp. ISBN 1144664098

- Die myriapoden: getreu nach der natur, abgebildet und beschrieben. Volumen 2. 1863. H.W. Schmidt, 246 pp. en línea

- Die Pflanzenläuse, Aphiden. Lotzbeck, Núremberg 1857

- Übersicht des Arachnidensystems. Zeh, Núremberg 1837–50

- Deutschlands Crustaceen, Myriapoden und Arachniden. Pustet, Regensburg 1835–44

- Die Arachniden. Zeh, Núremberg 1831–48

- System der baierischen Zoologie. Nuremberg, Múnich 1816 (trabajo general sobre la zoología de Baviera con cierta importancia en la taxonomía de pájaros

## Abreviatura (zoología)
La abreviatura C.L. Koch  se emplea para indicar a Carl Ludwig Koch como autoridad en la descripción y taxonomía en zoología.

## Literatura
- Roesler, Rudolf: Karl Ludwig Koch (1778-1857). en Oberpfälzer Heimat. Auflage 42, Weiden 1997/98.